# 天主教智利軍中教長區
天主教智利軍中教長教區（拉丁語：Ordinariatus Militaris Chilenis）是智利一個天主教的軍中教長區，直屬聖座，負責牧養信奉天主教的智利軍人及其家眷。
教長區座堂位於首都聖地亞哥，2004年，有九十六名司鐸、六名終身執事、七名修士。現任教長為若望·巴羅斯·馬德里。
1910年5月3日成立軍中代牧區，1986年7月21日被升為教長區。